# Heinrich Ulrich Erasmus von Hardenberg
Heinrich Ulrich Erasmus von Hardenberg (* 9. Januar 1738 in Oberwiederstedt; † April 1814 in Weißenfels) war ein kursächsischer Salinendirektor. Er war der Vater des Dichters Friedrich von Hardenberg (Novalis).
Er stammte aus dem niedersächsischen Adelsgeschlecht von Hardenberg und erbte gemeinsam mit seinen drei älteren Brüdern den väterlichen Besitz, darunter Oberwiederstedt und Mockritz. Zuletzt lebte er mit seiner Familie in der Stadt Weißenfels. Den Freiherrentitel führte er – genauso wie sein Sohn Novalis und seine übrigen Kinder – nicht, da dieser erst im 19. Jahrhundert dem Oberwiederstedter Zweig der Familie offiziell bestätigt wurde.
Er besuchte die Landesschule Pforta und war ein streng pietistischer Mensch, der wegen des frühen Todes seiner ersten Frau, den er als Strafe für sein bisheriges außerordentlich weltliches Leben sah, enger Freund der Herrnhuter Brüdergemeine wurde. Im Briefwechsel stand er besonders mit August Gottlieb Spangenberg, aber auch mit mehreren Herrnhutern in den USA.
Er war seit 1784 kursächsischer Salinendirektor in Dürrenberg, Artern und Kösen.
In zweiter Ehe war er verheiratet mit Auguste Bernhardine von Hardenberg, geborene von Boeltzig (1749–1818), die elf Kinder zur Welt brachte. Zu seinen Kindern gehörten u. a. Anton von Hardenberg und Carl von Hardenberg.
Er wurde 1774 Vormund des späteren Generals Dietrich von Miltitz (1769–1853), dessen Vater gestorben war.